# Епархия Локоджи
Епархия Локоджи (лат. Dioecesis Lokoianus) — епархия Римско-Католической церкви c центром в городе Локоджа, Нигерия. Епархия Локоджи входит в митрополию Абуджи.

## История
21 февраля 1955 года Римский папа Пий XII издал буллу Illa suavissime, которой учредил апостольскую префектуру Каббы, выделив её из епархий Бенин-Сити (сегодня — Архиепархия Бенин-Сити) и Кадуны (сегодня — Архиепархия Кадуны) и апостольской префектуры Отуркпо (сегодня — Епархия Макурди).
6 июля 1964 года Римский папа Павел VI издал буллу Sacra summi, которой преобразовал апостольскую префектуру Каббы в епархию. 5 мая 1965 года епархия Каббы была переименована в епархию Локоджи.
26 сентября 1968 года епархия Локоджи передала часть своей территории новой епархии Иды.

## Ординарии епархии
- епископ Auguste Delisle CSSp (1955—1972)
- епископ Alexius Obabu Makozi (1972—1991)
- епископ Joseph Sunday Ajomo (1992—2004)
- епископ Martin Dada Abejide Olorunmolu (2005 — по настоящее время).

## Источник
- Annuario Pontificio, Libreria Editrice Vaticana, Città del Vaticano, 2003, ISBN 88-209-7422-3
- Булла Illa suavissime, AAS 47 (1955), стр. 377 (лат.)
- Булла Sacra summi (лат.)